# Alfred Ratz
Alfred Ratz (* 5. Februar 1882 in Pöttelsdorf; † 16. August 1924 in Rust) war ein österreichischer Wirtschaftsbesitzer und Politiker (CS). Er war Abgeordneter zum Burgenländischen Landtag und Landesrat in der Burgenländischen Landesregierung. 

## Leben
Ratz wurde als Sohn des evangelischen Pfarrers Johann Georg Ratz aus Pöttelsdorf geboren und wuchs mit seinem Bruder August Ratz auf. Er besuchte nach der Volksschule das Lyzeum in Sopron und studierte Rechtswissenschaften in Bratislava und Klausenburg. 1907 promovierte Ratz zum Dr. jur und war in der Folge als Advokat tätig.
Im Ersten Weltkrieg leistete er seinen Militärdienst ab, wobei Ratz 32 Monate im Fronteinsatz stand und den Dienstgrad eines Landsturm-Leutnants innehatte. Er war ab 1919 Seniorialinspektor des Ober-Ödenburger Seniorates der Evangelischen Kirche A. B. und ab Oktober 1923 Senioratskurator des Mittleren Evangelischen Seniorates A. B. im Burgenland. 1924 hatte Ratz zudem das Amt des Superintendentialkurators der Burgenländischen Evangelischen Superintendentur A. B. inne.
Ratz war verheiratet. In Rust wurde der Dr. Alfred Ratzgasse ⊙ nach ihm benannt.

## Politik
Ratz war ab 1907 Bürgermeister von Rust. Er war in der Christlichsozialen Partei engagiert und war 1921 Mitglied des Leitungsausschusses der Christlichsozialen Partei für Westungarn. Er vertrat die Christlichsozialen vom 15. Juli 1922 bis zu seinem Tod am 16. August 1924 im Burgenländischen Landtag. Zudem hatte er vom 4. Jänner 1924 bis zu seinem Tod das Amt des Zweiten Landtagspräsidenten inne und war vom 19. Juli 1922 bis zum 4. Jänner 1924 Landesrat in der Landesregierung Rausnitz.